# セーヌの詩
『セーヌの詩』（フランス語: La Seine a rencontré Paris）は、ヨリス・イヴェンス監督、ジャック・プレヴェール脚本による1957年のフランスの短編ドキュメンタリー映画。。市内をボートで旅するという視点で語られ、川沿いの日常の風景が描かれている。1958年、第11回カンヌ国際映画祭で短編映画パルム・ドールを受賞した。
1959年6月8日から13日にかけて、東京都の読売ホールで第2回「フランス映画祭」（主催：ユニフランス、日本映画海外普及協会、外国映画輸入配給協会）が開催され、『レ・ミゼラブル』『自殺への契約書』『いとこ同志』『燃える大地』『二十四時間の情事』『アルピニスト 岩壁に登る』の6本の新作長編と『セーヌの詩』が上映された。本作品は6月11日に上映された。